# Сена, Лев Аронович
Лев Аронович Сена (Лейб-Иегуда бен Аарон-Зелик Сена, 15 (28) декабря 1907, Вильно — 15 декабря 1996, Санкт-Петербург) — советский физик, доктор физико-математических наук, профессор, почётный член Российской академии естественных наук (РАЕН), Почётный Соросовский профессор (1995),  участник Объединенного научного совета АН СССР по комплексной проблеме «Физика плазмы», постоянный участник оргкомитета Международного симпозиума по разрядам и электрической изоляции в вакууме (ISDEIV), участник советского подразделения Международной организации по стандартизации, один  из основоположников авторской песни.

## Биография
Родился в Вильно 28 декабря 1907 года. Отец Арон Лейбович Сена работал репетитором по математике, русскому языку и латыни. Мать — домохозяйка. Семья жила на Кавказской улице, дом № 10. В 1915 году семья переезжает в Петроград.
После окончания школы в 1923 году Лев Аронович попал в число трёхсот выпускников, которых Петроградский губернский отдел народного образования направил по рекомендации директоров школ без экзаменов в высшие учебные заведения.
В 1930 году Сена окончил физико-механический факультет Ленинградского политехнического института по специальности «экспериментальная физика» и остался работать в нём, пройдя путь от преподавателя физики (1929—1930 гг.), ассистента (1930—1938 гг.), доцента (1938—1948 гг.) до профессора (1948—1949 гг.).
Ещё будучи студентом, 20 октября 1929 года в том же Ленинградском политехническом институте начал преподавательскую деятельность, которой занимался до конца жизни.
Осенью 1933 года Льва Ароновича пригласил на работу в свою лабораторию член-корреспондент АН СССР Дмитрий Аполлинариевич Рожанский, под руководством которого Сена начинал исследования в области физики низкотемпературной плазмы.
В дальнейшем эта работа послужила основой его кандидатской диссертации на тему «Энергия положительных ионов в плазме газового разряда», защищённой в 1938 году.
В 1939 году Сена начал работать доцентом на вновь организованной кафедре технической электроники Политехнического института, а осенью 1940 года после смерти основателя кафедры П. С. Тартаковского возглавил её в качестве исполняющего обязанности заведующего.
Всю блокаду Лев Аронович проработал в Ленинграде. Будучи откомандированным в Лентрамвай, участвовал в восстановлении трамвайных подстанций (Центральной («Комсомольской»), Клинской, Некрасовской, Лесной), без чего был бы невозможен пуск блокадного трамвая (сначала грузового — 7 марта 1942 года, а затем, 15 апреля — пассажирского). Сохранились воспоминания о проделанной работе по восстановлению подстанций. До конца жизни сохранил тёплые отношения с блокадными трамвайщиками.
В сентябре 1943 года прочитал первую после возобновления работы вузов лекцию в ЛИИЖТе (институте инженеров железнодорожного транспорта), где во время войны заведовал кафедрой физики. В этом же году участвовал в качестве оппонента в работе диссертационного совета по защите кандидатской диссертации Н.М. Рейнова.
Докторскую диссертацию на тему «Взаимодействие и движение заряженных частиц в газе» защитил в 1947 году. 24 марта 1948 года ВАК присвоила Л. А. Сена учёную степень доктора физико-математических наук.
В 1951 году на Льва Сена, а также В. Е. Скобелева и Я. С. Галлая было заведено дело по статьям 58-10 ч.1 и 58-11 УК РСФСР. В июле 1951 года Сена, Скобелев и Галлай были арестованы. 16 февраля 1952 года Л. А. Сена был осуждён на 10 лет лагерей с последующим поражением в правах на 5 лет.
В заключении Сена работал в тюремном КБ ракетной техники в Москве. Определение Судебной коллегии по уголовным делам Верховного суда СССР от 22 августа 1953 года отменило приговор в отношении Л. А. Сена, В. Е. Скобелева и Я. С. Галлая «…за прекращением дела производством». Из заключения Сена был освобождён только 8 октября 1953 года, а справку Верховного суда СССР о реабилитации получил 14 ноября 1990 года.
С сентября 1954 года по февраль 1962 года он заведовал кафедрой физики Ленинградского высшего военно-морского ордена Ленина инженерного училища им. Дзержинского. С февраля 1962 года заведовал кафедрой физики Ленинградского электротехнического института связи имени Бонч-Бруевича.
В 1965 году Лев Аронович Сена принял приглашение занять должность профессора кафедры физики Ленинградского горного института им. Плеханова с одновременным открытием лаборатории, научным руководителем которой он оставался до самой кончины. Преемником в руководстве научной школой плазменных нанотехнологий и плазменной энергетики в настоящее время является д.ф.-м.н., профессор А.С. Мустафаев.
Примечательно, что в 1978 году, в журнале «Известия высших учебных заведений. Физика» к 70-летию Льва Ароновича было опубликовано поздравление от пяти всемирно известных советских физиков - Я.Б. Зельдовича, Б.Б. Кадомцева, Г.А. Месяца, Б.М. Смирнова, В.А. Фабриканта.

## Научные достижения
Лев Сена известен как автор одноимённого эффекта в низкотемпературной плазме (открытие внесено в Государственный реестр открытий СССР). Эффект состоит в переносе заряда в результате резонансной перезарядки, когда упругое рассеяние иона на атоме отсутствует.
В 1931 году совместно с Яковом Зельдовичем опубликовал совместную работу в журнале на немецком языке «Physikalishe Zeitschrift der Sovjetunion».
Всего же у Л. А. Сена вышло более 200 научных статей, 2 монографии, 6 книг и множество методических пособий.
У Льва Сена было множество учеников, в том числе директор ФИАН академик Геннадий Андреевич Месяц, Б. М. Смирнов, Г. Н. Фурсей, Ю. Д. Хромой, литовец Л. И. Пранявичус (продолживший работы Л.А. Сена в области ионной имплантации, академик Литовской академии наук), украинцы Б. М. Палюх и В. И. Чигинь, азербайджанцы Ш. Аскеров, Н. Мамедов и Д. Насруллаев, австриец И. Миттерауер и многие другие.
Официально научная школа Льва Сена составляет 2 доктора и 15 кандидатов наук.

## Авторская песня
В середине 1930-х годов Лев Сена увлёкся альпинизмом. Несколько раз он ездил в альплагеря на Кавказ. Именно там, в Домбае на «Поляне ЛИИ» (Ленинградского индустриального института — так назывался одно время Политехнический) Лев Сена сочинил знаменитую «Холодную ночёвку» («Сижу и целу ночь страдаю…») — альпинистскую песню, с которой, по признанию многих, началась история авторской песни в Советском Союзе.

## Основные работы
- Сена Л. А. Единицы измерения физических величин. — М.; Л.: ОНТИ, 1938. — 128 с.
- Сена Л. А. Столкновения электронов и ионов с атомами газа. — Л.; М.: Гостехиздат, 1948. — 215 с.
- Сена Л. А. Единицы измерения физических величин. 2-е изд., перераб. — Л.; М.: Гостехиздат, 1948. — 187 с.
- Сена Л. А. Единицы измерения физических величин. 3-е изд. — М.; Л. : ГИТТЛ, 1951. — 184 с.
- Сена Л. А. Светящиеся трубки. — М.: Гостехиздат, 1956. — 56 с.
- Сена Л. А. Единицы физических величин и их размерности. — М.: «Наука», 1969. — 304 с.
- Сена Л. А. Единицы физических величин и их размерности. 2-е изд., перераб. и доп. — М.: «Наука», 1977. — 335 с.
- Сена Л. А. Газ — изолятор и проводник. — Л.: «Знание», Ленингр. орг., 1980. — 32 с.
- Сена Л. А. Сборник вопросов и задач по физике. — М.: «Высшая школа», 1986. — 238 с.
- Сена Л. А. Единицы физических величин и их размерности. 3-е изд., перераб. и доп. — М.: «Наука», 1988. — 432 с. — ISBN 5-02-013848-7.